# Abkühlungsalter
Das Abkühlungsalter (auch Abkühlalter) ist ein Begriff aus der Geochemie und markiert die Zeitspanne, ab der ein magmatisch oder metamorph gebildetes Mineral seine Schließungstemperatur unterschritten hat.
Unterhalb der Schließungstemperatur ist das Isotopensystem geschlossen, das heißt, es findet kein Stoffausgleich durch Diffusion zwischen den verschiedenen Phasen (Festphasen und/oder Fluiden) und damit auch kein Austausch an radioaktiven Isotopen mehr statt. Auch die Zerfallsprodukte des Isotopensystems können nicht mehr entweichen. Durch radiometrische Zählung der festgehaltenen Zerfallsprodukte lässt sich daher dieser Zeitpunkt ermitteln und für die Geochronologie nutzen.
Im Gegensatz zum Kristallisationsalter, bei dem die Schließungstemperatur des Minerals oberhalb von dessen Kristallisationstemperatur liegt, markiert das Abkühlalter allerdings nicht notwendigerweise auch die Bildung des entsprechenden Gesteins. So liegen beispielsweise die Schließungstemperaturen von Zirkon und Granat bei der U-Pb-Methode zwischen 800 und 1000 °C, beim Rutil dagegen erst zwischen 400 und 500 °C.